# Gunner Arpe Nielsen
Gunner Arpe Nielsen (født 20. februar 1967 i Kalundborg) er generalmajor og siden 1. januar 2025 chef for Hjemmeværnet. 
Han blev 17. maj 2021 udnævnt til Hærchef, efter at have været fungerende i en periode, og fratrådte frivilligt 30. april 2024 for i stedet at blive brigadegeneral og vicechef i Udviklingsstaben.